# Saison 5 de Médium
Chronologie
Saison 4 Saison 6
Cet article présente le guide des épisodes de la cinquième saison de la série télévisée américaine Médium.

## Distribution de la saison

### Acteurs principaux
- Patricia Arquette (V. F. : Françoise Cadol) : Allison DuBois
- Jake Weber (V. F. : Pierre Tessier) : Joe (Joseph) DuBois
- Miguel Sandoval (V. F. : Philippe Catoire) : Procureur Manuel Devalos
- Sofia Vassilieva (V. F. : Lisa Caruso) : Ariel DuBois
- Feodor Lark (V. F. : Alice Orsat) : Bridget DuBois
- David Cubitt (V. F. : Renaud Marx) : Détective Lee Scanlon

### Acteurs récurrents
- Madison Carabello (V. F. : Jeanne Orsat) : Marie DuBois
- Tina DiJoseph (en) (V. F. : Cathy Diraison) : Adjointe au maire Lynn DiNovi (épisodes 5, 13 et 18)
- Ned Schmidtke (en) : Terry Cavanaugh (épisodes 7, 11, 12 et 17)
- Kurtwood Smith (V. F. : Serge Blumenthal) : Agent du FBI Edward Cooper (épisode 7)
- Bruce Gray (V. F. : Jean-Pierre Rigaux) : Père de Joe (épisode 9)
- Amanda Detmer : Sarah, sœur de Joe (épisode 9)
- Holliston Coleman : Hannah (épisode 13)
- Anjelica Huston (V. F. : Monique Thierry) : Cynthia Keener (épisode 17)

## Épisodes

### Épisode 1:De toute mon âme
- États-Unis /  Canada : 2 février 2009 sur NBC[1] / /A\[2]
- Suisse : 26 août 2009 sur TSR1
- France : 7 novembre 2009 sur M6
- Belgique : sur Plug RTL
- Québec : sur Ztélé

Allison essaie d'aider Devalos à trouver le meurtrier de la sœur d'une de ses amies, Gabrielle, cependant ses visions portent sur le mari de cette amie. Celui-ci a été tué dans un accident de voiture deux ans auparavant, et Gabrielle a épousé l'autre conducteur impliqué dans l'accident.

### Épisode 2:Marché de dupes
- États-Unis : 9 février 2009 sur NBC
- Suisse : 2 septembre 2009 sur TSR1
- France : 21 novembre 2009 sur M6

### Épisode 3:Le Génie du mal
- États-Unis : 16 février 2009 sur NBC
- Suisse : 9 septembre 2009 sur TSR1
- France : 28 novembre 2009 sur M6

### Épisode 4:La Main dans le sac
- États-Unis : 23 février 2009 sur NBC
- Suisse : 16 septembre 2009 sur TSR1
- France : 5 décembre 2009 sur M6

### Épisode 5:Les Liens du sang
- États-Unis : 2 mars 2009 sur NBC
- Suisse : 23 septembre 2009 sur TSR1
- France : 12 décembre 2009 sur M6

### Épisode 6:Apocalypse… Now?
- États-Unis : 9 mars 2009 sur NBC
- Suisse : 30 septembre 2009 sur TSR1
- France : 12 décembre 2009 sur M6

### Épisode 7:Le Mal à la racine
- États-Unis : 23 mars 2009 sur NBC
- Suisse : 7 octobre 2009 sur TSR1
- France : date inconnue sur M6

### Épisode 8:Le Jeu de la vérité
- États-Unis : 30 mars 2009 sur NBC
- Suisse : 14 octobre 2009 sur TSR1
- France : 19 décembre 2009 sur M6

### Épisode 9:La Femme aux deux visages
- États-Unis : 6 avril 2009 sur NBC
- Suisse : 21 octobre 2009 sur TSR1
- France : 19 décembre 2009 sur M6

Morena Baccarin (Brooke Hoyt/Harmonie Fletcher)
James Van Der Beek (Dylan Hoyt)

### Épisode 10:L’Écrin du temps
- États-Unis : 13 avril 2009 sur NBC
- Suisse : 28 octobre 2009 sur TSR1
- France : 21 janvier 2010 sur M6

### Épisode 11:Le Diable au corps (1repartie)
- États-Unis : 20 avril 2009 sur NBC
- Suisse : 4 novembre 2009 sur TSR1
- France : 28 janvier 2010 sur M6

### Épisode 12:Le Diable au corps (2epartie)
- États-Unis : 27 avril 2009 sur NBC
- Suisse : 11 novembre 2009 sur TSR1
- France : 28 janvier 2010 sur M6

### Épisode 13:Le Bon…
- États-Unis : 4 mai 2009 sur NBC
- Suisse : 18 novembre 2009 sur TSR1
- France : 4 février 2010 sur M6

- David Morse (Douglas Lydecker)
- Ben Feldman (Justin Lydecker)

### Épisode 14:La Brute…
- États-Unis : 4 mai 2009 sur NBC
- Suisse : 25 novembre 2009 sur TSR1
- France : 4 février 2010 sur M6

- David Morse (Douglas Lydecker)
- Ben Feldman (Justin Lydecker)

### Épisode 15:…Et l'Innocent
- États-Unis : 11 mai 2009 sur NBC
- Suisse : 2 décembre 2009 sur TSR1
- France : 4 février 2010 sur M6

- David Morse (Douglas Lydecker)
- Ben Feldman (Justin Lydecker)

### Épisode 16:Ma femme cette inconnue
- États-Unis : 11 mai 2009 sur NBC
- Suisse : 9 décembre 2009 sur TSR1
- France : 11 février 2010 sur M6

### Épisode 17:Dent pour dent
- États-Unis : 18 mai 2009 sur NBC
- Suisse : 20 janvier 2010 sur TSR1
- France : 11 février 2010 sur M6

- Anjelica Huston (Cynthia Keener)
- Rumer Willis (Bethany Simmons)
- Ebon Moss-Bachrach (Simon Burwell)

### Épisode 18:Deux visions valent mieux qu'une
- États-Unis : 25 mai 2009 sur NBC
- Suisse : 27 janvier 2010 sur TSR1
- France : 18 mars 2010 sur M6

### Épisode 19:In Extrémis
- États-Unis : 1er juin 2009 sur NBC
- Suisse : 3 février 2010 sur TSR1
- France : 18 mars 2010 sur M6